# Мельников Станіслав Анатолійович
Станіслав Анатолійович Мельников (нар. 26 лютого 1987) — український легкоатлет, спеціаліст з бігу на 400 метрів з бар'єрами, призер чемпіонатів Європи та Світу.
Багаторазовий чемпіон України.
Станіслав станом на серпень 2013 здобув дві бронзові медалі чемпіонатів Європи 2010 та 2012 років, що проходили в Барселоні та Гельсінкі, відповідно. Його особистий рекорд у бігу на 400 м з бар'єрами, встановлений у Барселоні, дорівнює 49,09 с. Особистий рекорд у гладкому бігу на 400 метрів дорівнює 46,54.